# Ragna Nikolasdotter
Ragna Nikolasdotter, möjligen död 1161, var en norsk drottning. Hon var gift med kung Öystein Haraldsson (regent 1142-1157). Ragna är känd som en av få norska drottningar som inte var födda som utländsk prinsessa under perioden 1000-1200.
Ragna Nikolasdotter var dotter till den norska stormannen Nikolas Måse. Det är inte känt när giftermålet ägde rum, men det tycks ha varit före år 1152. Det är inte känt om paret fick några barn. Mycket lite är känt om hennes tid som drottning. Ragna tycks ha varit drottning när kardinal Nicolaus Breakspear besökte Norge 1152–53 for att etablera den norske ärkebiskopstolen i Nidaros. 
Sommeren 1157 blev maken dräpt av Inge Krokryggs anhängare i Bohuslän. 
Ragna Nikolasdotter var änka i tre år. År 1161 skulle hon gifta sig med Orm (Ivarsson) Kongsbror, utomäktenskaplig son till drottning Ingrid Ragnvaldsdotter. Bröllopet skulle äga rum i Oslo den 4 februari 1161. Natten före bröllopet utspelade sig dock ett slag mellan Håkon Herdebreis och Inge Krokryggs anhängare, och brudgummen Orm Kongsbror flydde till Sverige. Det är inte känt vad som hände med Ragna; det är möjligt att hon dräptes av Håkons anhängare, som plundrade bröllopsgodset. Bröllopet ägde dock inte rum vare sig vid detta tillfälle eller senare, och det anses troligt att det hade nämnts om en änkedrottning gifte om sig. 